# Kenia op de Olympische Winterspelen 2018
Kenia was een van de deelnemende landen aan de Olympische Winterspelen 2018 in Pyeongchang, Zuid-Korea.
Bij de vierde deelname van het land aan de Winterspelen kwam het uit met een deelneemster. Bij de vorige drie deelnames was langlaufer Philip Boit de enige deelnemer. Deze editie kwam de negentienjarige Sabrina Simader in actie in de olympische sportdiscipline alpineskiën, zij was ook de vlaggendraagster bij de openings- en sluitingsceremonie.

## Deelnemers en resultaten
(v) = vrouwen 

### Alpineskiën
| Olympiër        | Onderdeel        | Resultaat | Prestatie                                    |
| --------------- | ---------------- | --------- | -------------------------------------------- |
| Sabrina Simader | reuzenslalom (v) | DNF       | 1e run: 1.23,27 (59e) 2e run: niet gefinisht |
| Sabrina Simader | super g (v)      | 38e       | 1.26,25 (+5,14)                              |